# دي جي باشا
دي جي باشا (بالأوكرانية: Павло Шилько)‏ هو ملحن وعالم نفس ودي جيه ومترجم ومقدم تلفزيوني أوكراني، ولد في 6 أغسطس 1977 في ميجدوريتشينسك في روسيا.

## وصلات خارجية
- الموقع الرسمي
- دي جي باشا على موقع IMDb (الإنجليزية)